# Bernardine Melchior-Bonnet
Bernardine Melchior-Bonnet, née Paul-Dubois le 16 juin 1906 à Menthon-Saint-Bernard et morte  le 23 mars 1995 à Boulogne-Billancourt, est une historienne et biographe française spécialisée dans l'histoire de la Révolution française et du Premier Empire. Elle a été lauréate des grand prix Gobert (1958), Broquette-Gonin (1970) et Marcel-Pollitzer (1979).

## Biographie
Bernardine Paul-Dubois est la petite-fille de Paul Dubois et d'Hippolyte Taine, ainsi que la sœur de Marie-Louise Riche.
Elle a épousé, le 6 octobre 1930, l'historien Christian Melchior-Bonnet, futur directeur de la revue Historia.

## Publications
- Napoléon et le Pape, Le Livre Contemporain, 1958, 366 p. (ASIN B0000DLUPG)
- La conspiration du Général Mallet (1963), éd. Del Duca
- Dictionnaire de la Révolution et de l'Empire (1965) Larousse
- Les Girondins (1970, rééd. 1972) éd. Perrin, Paris,(525 p.) ; ouvrage primé par l'Académie française.
- Charlotte Corday (1972) éd. Perrin, Paris, 352 p.+pl. ; rééd. 1989 aux éd. Tallandier, 249 p.
- Jérôme Bonaparte ou l'envers de l'épopée (1979), 404 p.+16 pl., Paris : Perrin
- La Grande Mademoiselle (1985) Libr. Académique Perrin
- La Révolution et l'Empire (1988), Larousse, 328 p. (préface de Jean Tulard)
- Napoléon consul et empereur 1799-1815 (1989, rééd. 1992), éd. Larousse  (ISBN 2037990804)
- Le procès de Louis XVI (1992) éd. Perrin, Paris (281 p.)